# 성 페테르 베탄쿠르

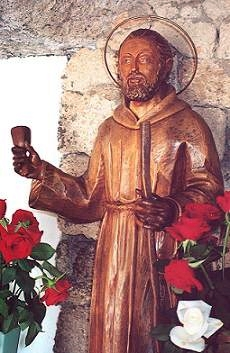
성 페테르 베탄쿠르

성 페테르 베탄쿠르(스페인어: Pedro de San José de Betancur y Gonzáles, 1626년 3월 21일 ~ 1667년 4월 25일)는 스페인의 성인이자 과테말라의 선교사였다.
"미주 아시시의 성 프란치스코"로 알려진 그는 카나리아 제도 출신의 최초의 성인이며, 과테말라와 중앙 아메리카의 아메리카 땅에서 선교 사업을 한 최초의 성인으로도 간주된다. 그는 베들레헴의 성모 기사단의 창시자였다.